# Stazione di Pescara Centrale (1863)
La stazione di Pescara Centrale era una stazione ferroviaria della linea Adriatica a servizio dell'omonima città, di cui fino al 1988 costituiva il principale scalo ferroviario. La stazione era ubicata nel centro città.

## Storia

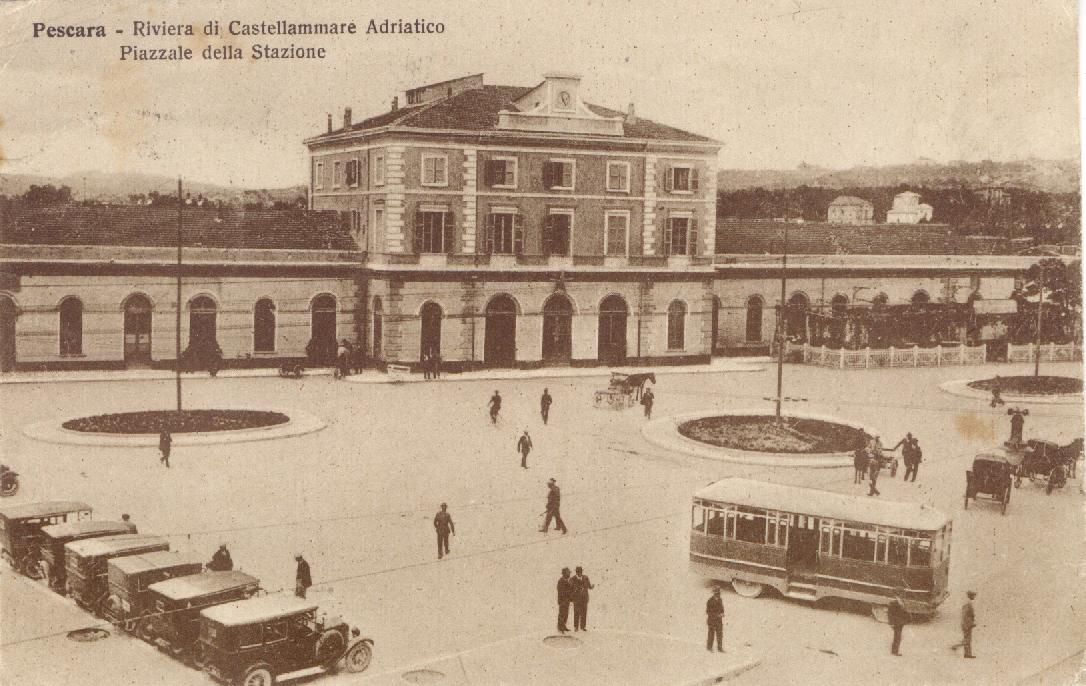
La stazione prima della seconda guerra mondiale

La stazione venne inaugurata nel 13 maggio 1863 con il nome di stazione di Pescara, nonostante questa si trovasse nell'allora territorio comunale di Castellammare Adriatico, insieme al tratto Ancona-Pescara. La denominazione cambiò in "Castellammare Adriatico" solo nel 1883, in seguito alla costruzione della stazione di Pescara Porta Nuova (all'epoca, stazione di Pescara), per poi venire successivamente mutata in "Pescara Centrale" nel 1927 in seguito alla fusione dei due comuni. Dal 1º marzo 1873 era servita anche dalla linea Roma-Sulmona-Pescara. Continuò il suo servizio fino al 31 gennaio 1988, e sostituita dalla nuova stazione di Pescara Centrale, inaugurata quattro giorni prima. I padiglioni laterali, in parte distrutti durante i bombardamenti di Pescara della Seconda guerra mondiale e poi ripristinati al termine del conflitto furono demoliti in seguito alla soppressione della stazione. Dal 1998 il corpo centrale è stato recuperato e adibito a sede centrale dell'ICRANet.

## Strutture e impianti

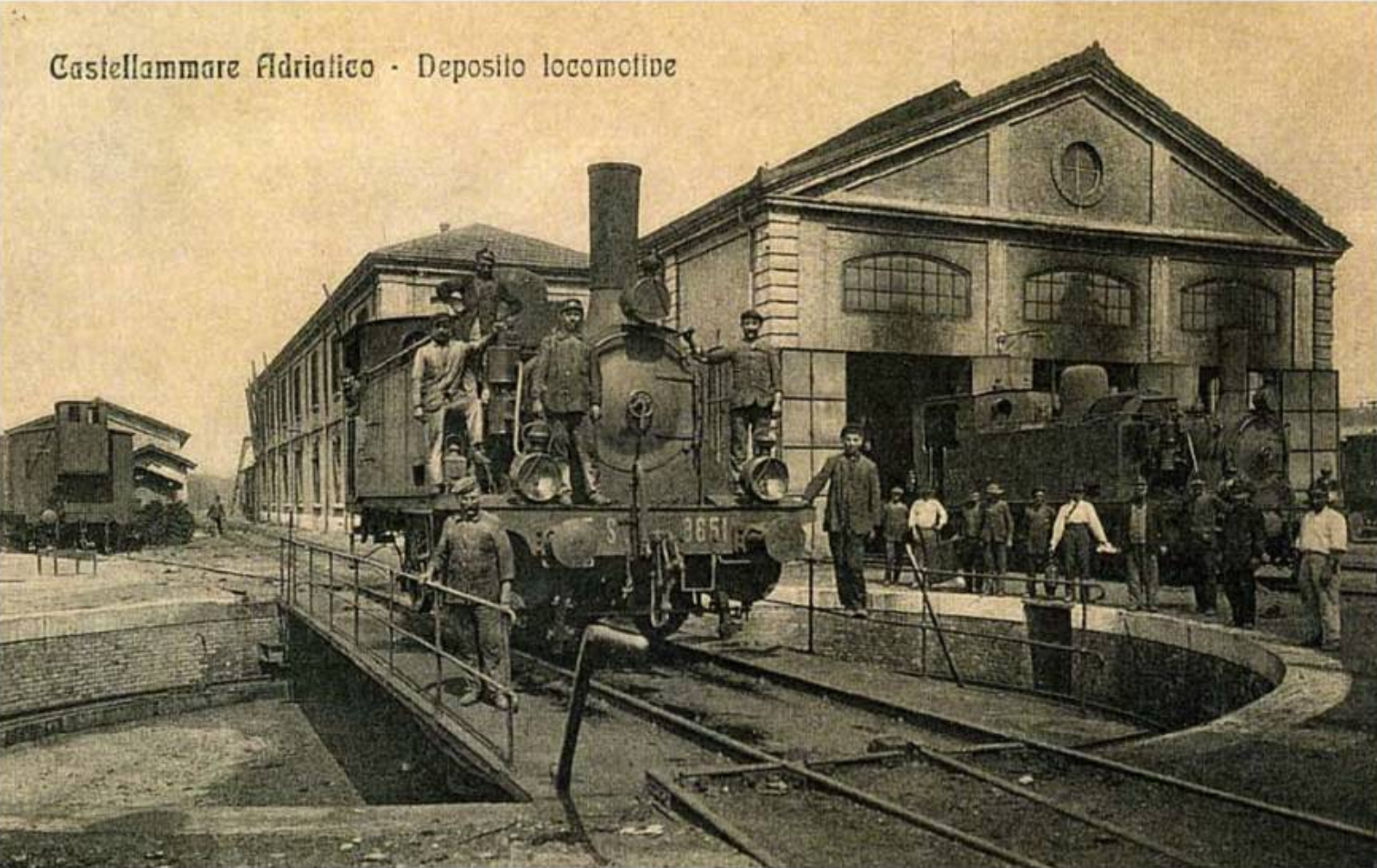
Il deposito locomotive negli anni 1910

L'edificio attuale venne costruito nel 1881 rimpiazzando l'originario fabbricato in legno, e il piazzale dei binari occupava tutta l'area nota in città come "area di risulta", che in seguito alla soppressione della stazione venne adibita a parcheggio del centro città e terminal bus. Tale area, sede del concerto di Sting del 14 maggio 1996 che richiamò secondo alcune stime circa 100 mila spettatori, è al centro delle vicende urbanistiche cittadine sin dalla sua creazione ed è destinata a ospitare un nuovo parco cittadino, affiancato dai terminal bus locali e interurbani e da parcheggi interrati e a silos.

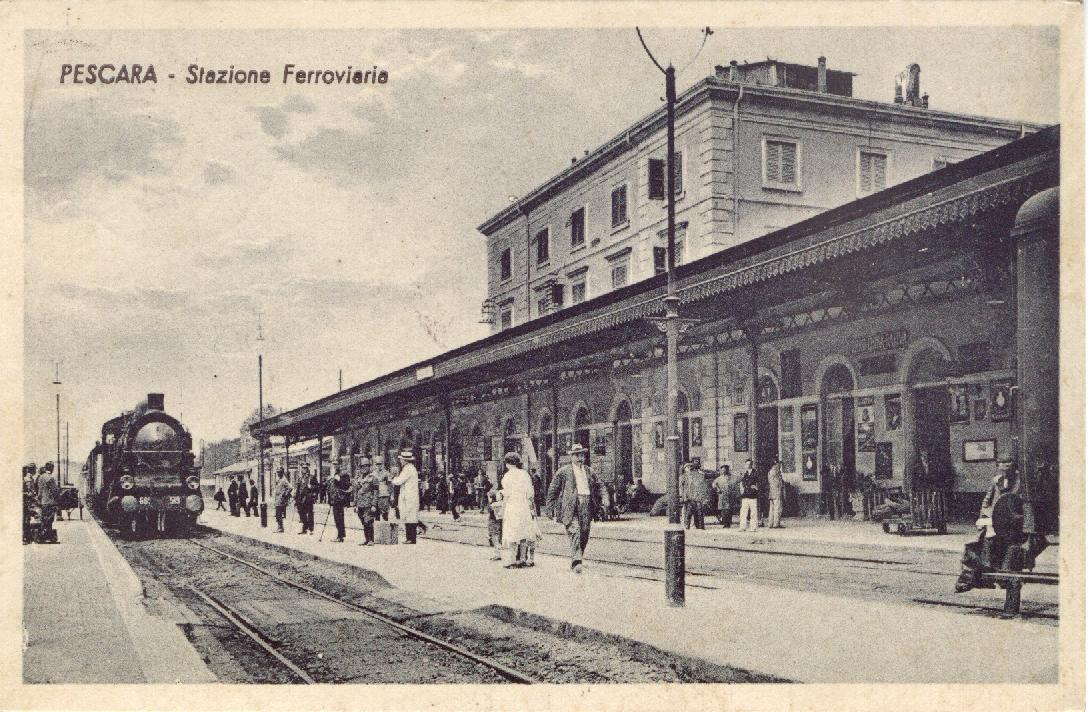
La stazione nei primi anni del Novecento

L'apertura della nuova stazione, con la contestuale sopraelevazione e arretramento della linea verso l'interno collinare, ha permesso l'eliminazione dei numerosi passaggi a livello e la ricucitura urbanistica di quartieri in precedenza separati dalla ferrovia.
La stazione disponeva di otto binari per il servizio dei passeggeri mentre i restanti erano di servizio.

## Interscambi
Sul lato Nord del fabbricato per la linea Adriatica, è presente l'omonima stazione della linea Pescara-Penne gestita dalle Ferrovie Elettriche Abruzzesi (FEA), inaugurata nel 22 settembre 1929 e dismessa il 20 giugno 1963. L'edificio fu realizzato nel 1934, cinque anni dopo l'attivazione della linea.